# Tramain
Tramain település Franciaországban, Côtes-d’Armor megyében. Lakosainak száma 700 fő (2022. január 1.). Tramain Jugon-les-Lacs-Commune-Nouvelle, Plénée-Jugon és Plestan községekkel határos.

## Népesség
A település népessége az elmúlt években az alábbi módon változott:
| Lakosok száma | 463  | 460  | 483  | 618  | 670  | 684  | 694  | 692  | 695  | 700  |
|               | 1968 | 1982 | 1990 | 2006 | 2013 | 2015 | 2017 | 2019 | 2020 | 2022 |